# Juliusz Cezar Richter
Juliusz Cezar Richter (ur. 28 czerwca 1846 w Łodzi, zm. 20 kwietnia 1905 tamże [według Jaworskiej 1847 – 2 lutego 1905]) – właściciel księgarni i wydawnictwa w Łodzi. Syn Józefa Jana Richtera (ur. 1803) i Joanny Doroty z Aurichów (ur. 1846).

## Działalność księgarska
Po dziesięcioletniej praktyce w warszawskiej księgarni S. H. Merzbacha zdobył uprawnienia do prowadzenia księgarni. 1 października 1872 przybył do Łodzi i kupił od L. Heidrichowej księgarnię i skład nut wraz z niewielką wypożyczalnią niemieckich książek przy ul. Piotrkowskiej 17 (kamienica Chaima Bławata). Jego starania o zezwolenie na wydawanie polskiej gazety „Dziennik Handlowy, Polityczny i Literacki” nie zyskały aprobaty władz carskich. 
Przy księgarni uruchomił 13 grudnia 1874 ręczną prasę do drukowania biletów wizytowych i formularzy. 
Na składzie w księgarni w 1882 miał około 150 tytułów książek niemieckich i 50 polskich oraz przeszło 2 000 nut. W bibliotece oferował do wypożyczania prawie 400 publikacji w języku niemieckim. 
Ponowne zezwolenie na prowadzenie księgarni otrzymał 17 sierpnia 1884 i 30 sierpnia 1884 otworzył ją przy ul. Południowej (obecnie Ulica Rewolucji 1905 roku w Łodzi) 18, przenosząc 8 lipca 1887 do własnego domu przy ul. Cegielnianej 2 (obecnie ul. Stefana Jaracza). Prośba o zezwolenie na sprzedaż książek przez własną sieć kolporterów 4 maja 1889 nie została zaakceptowana przez władze carskie Guberni w Piotrkowie Trybunalskim. 

## Działalność wydawnicza
Prowadził także działalność nakładczą, wydawniczą. Był pierwszym w Łodzi księgarzem prowadzącym na znaczną skalę działalność wydawniczą zaspakajającą potrzeby kulturalne większości Niemców, a później również Polaków. 
Od 1880 wydawał coroczny kalendarz w języku niemieckim „Lodzer Haus und Familien Kalender” oraz od 1889 w języku polskim kalendarz „Łodzianin”.  Kalendarz „Łodzianin” był bodaj najpopularniejszą lekturą łodzian, ale  poziom umieszczanych w nim publikacji spotkał się w 1892 z ostrą krytyką na łamach „Dziennika Łódzkiego” (którego w 1884 był współzałożycielem, być może ze względu na pokrewieństwo z finansującym „Dziennik Łódzki” Karolem Wilhelmem Scheiblerem). 
12 marca 1893 ukazał się w jego wydawnictwie przewodnik po Łodzi w języku niemieckim Führer durch Lodz.
1 kwietnia 1893 sprzedał Ludwikowi Fiszerowi rozwijające się wydawnictwo, pozostawiając sobie księgarnię. Po jego śmierci księgarnię prowadził syn, także Juliusz Cezar. W 1914 czynna była przy Piotrkowskiej 243, a w 1915 też przy ul. Piotrkowskiej pod nr 209.